# Докерамічний неоліт A
Докерамічний неоліт A (Pre-Pottery Neolithic A, PPNA) — ранньонеолітична  культура Леванту і північної  Месопотамії, X—IX тисячоліття до н. е. Розвинулася з місцевої  натуфійської культури в результаті переходу до  виробляючого господарства наприкінці останнього льодовикового періоду. Спочатку визначена в регіоні міста Єрихон в  Палестині. Передує іншим культурам  докерамічного і керамічного неоліта на  Близькому Сході. Збирали урожай  пшениці,  ячменю і  бобових, але засівали поля самі або ж збирали дикорослі місцеві рослини — питання спірне.

## Поселення
Поселення складалися з округлих в плані будівель на кам'яному фундаменті і з кам'яною підлогою. На відміну від аналогічних споруд натуфійської культури, стіни будували з  сирцевої цегли і обмазували вапном, зазвичай кремового або червоного кольору. Вогнище невелике, з кругляків. Для приготування їжі використовували гарячі камені, осколки яких накопичувалися в приміщенні. Майже кожне поселення мало особливу споруду для засіків. Поселення були істотно більші, ніж у натуфійців і крім громадських засіків мали інші громадські будівлі, наприклад, знаменита Єрихонська вежа, яка була зведена набагато раніше стін, згаданих у Біблії.
Місто Єрихон, побудоване культурою PPNA близько 8000 року до н. е., крім масивної кам'яної вежі було оточене кам'яною стіною. Населення тоді становило 2-3 тисячі чоловік. Призначення укріплень невідомо, адже слідів ведення військових дій не виявлено.

## Кам'яні знаряддя праці

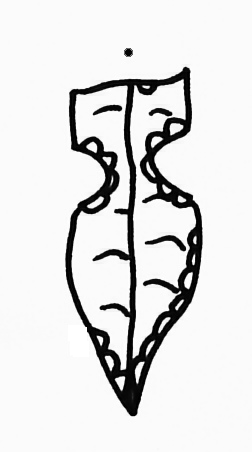
Наконечник стріли з Ель-Хіаму, схематичне зображення.

В цілому знаряддя праці та зброя відповідають  натуфійській традиції, крім того з'явилися поліровані тесла і сокири.

## Регіональні варіанти
- Султанський — в долині річки Йордан і південному Леванті, включаючи Єрихон і Ель-Хіам.
- Мурейбетський — у північному Леванті, типове селище — Мурейбет IIIA і IIIB. Відрізняється формою наконечників стріл і традицією виготовлення серпів.
- Асвадський — в  Сирії. Типове селище — Тель-Асвад IA. Відрізняється великими розмірами серпів і формою наконечників стріл.
- Месопотамський — включає Гебеклі-Тепе.